# DSK (groupe)
Pour les articles homonymes, voir DSK.
DSK  (abréviation de Disruption of Soul and Kind) est un groupe de deathgrind français originaire d'Amiens, formé en 1997 sous le nom de Descamisados.

## Biographie
Le groupe a été formé en 1997 sous le nom de Descamisados. L'année suivante, In Cold Blood, la première démo, sort. Le groupe était alors composé du guitariste Olivier Delplace, du bassiste David Galimid et du batteur Sébastien Bizet. En 2000, la démo Disruption of Soul and Kind sort. L'album live Ultra Death Metal suit en 2003. En 2004, le groupe sort ses deux premiers albums Anything to Add ? et ...from Birth. La même année, le groupe s'est produit au Tuska Open Air Metal Festival. En 2006, l'album Oppressed/Deformed est enregistré et publié au Studio 4,,

## Style musical
Le groupe joue un mélange de death metal et de grindcore, en accordant une importance particulière aux éléments chaotiques. Pour décrire son style, le groupe utilise le terme « ultra death metal ».

## Discographie
- 1998 : In Cold Blood (démo, 1998, auto-production) (en tant que Descamisados)
- 2000 : Disruption of Soul and Kind (démo, auto-production)
- 2003 : Ultra Death Metal (album live, Live 3x Productions)
- 2004 : Anything to Add? (album, Aberrant Podcutions)
- 2004 : …from Birth (album, Thundering Records)
- 2006 : Oppressed/Deformed (album, Thundering Records)